# القاجاريون

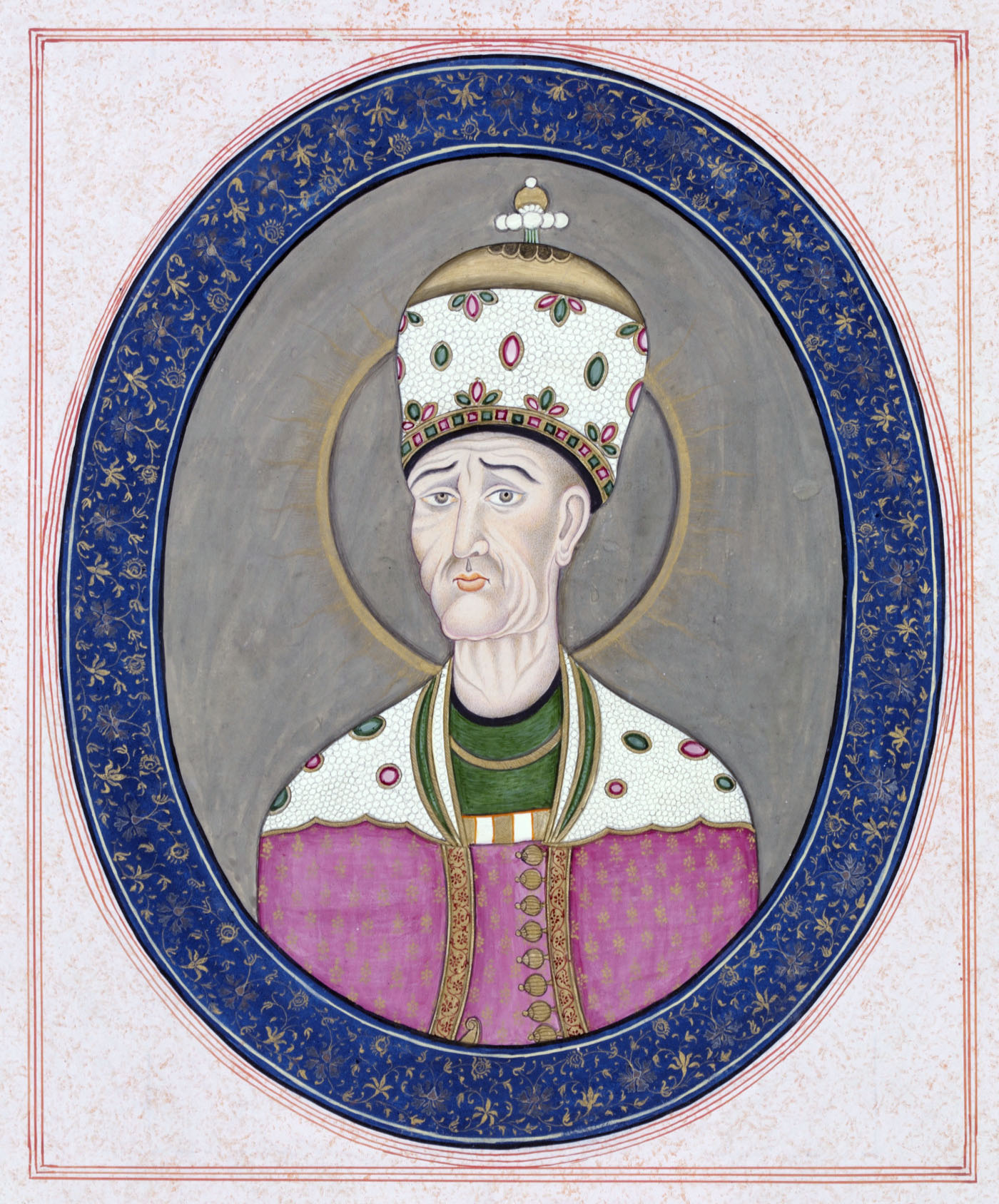
آغا محمد خان القاجاري مؤسس الدولة القاجارية

القاجار سلالة من الشاهات حكمت في بلاد فارس (إيران) سنوات 96/1779-1925 م. كان مقرهم في طهران منذ 1786 م.

## تاريخ القاجاريين وأصولهم
تنحدر هذه الأسرة من إحدى قبائل القزلباش البدوية من التركمان استولوا على منطقة أستر آباد (شمال شرق إيران) سنة 1750 م، استطاع قائد القبيلة آغا محمد خان (1779-1797 م) أن يستولي على الحكم في بلاد فارس، بعد قيامه سنة 1794 م بتصفية الخانات الزند في كرمان بطريقة دموية، ثم قضى وبنفس الطريقة على الأفشريين في مشهد سنة 1796 م ووحّد البلاد واتخذ لقب الشاه سنة 1796 م.
انهزم ابن أخيه فتح علي شاه (1797-1834 م) أمام القوات الروسية (سنة 1813، 1828 م)، خسر على إثرها منطقة القفقاس لصالح هؤلاء. ثم دخل البريطانيون في الصراع الدائر على بلاد فارس. أصبحت بلاد فارس (إيران) مقسّمة إلى منطقتي نفوذ، الأولى تحت سلطة البريطانيين، والثانية تحت سلطة الروسيين. أثناء عهد ناصر الدين شاه (1848-1896 م) أصبح اقتصاد البلاد ينظمه البريطانيون عن طريق ممارساتهم الاحتكارية وحصولهم على تنازلات كبيرة (مشاريع خطوط السكك الحديدية، التلغراف). كان القاجار وعلى جبهة أخرى، في صراع دائم مع المعارضة الأهلية، أدّت هذه الصراعات إلى تشتيت مراكز القوى في البلاد. أدّى احتكار البريطانيين لتجارة التبغ إلى قيام اضطرابات سنة 1890 م، قام البرلمانيون (المجلس الوطني) بالدعوة إلى إصلاحات عاجلة.

## الدين
خلال حكم القاجاريون ظل الزرادشتيون في حالة معاناة واستمر تراجع أعدادهم. حتى أثناء حكم محمد خان القاجاري، مؤسس الأسرة الحاكمة، قُتل العديد من الزرادشتيين وتم نقل بعضهم كأسرى إلى أذربيجان. ويعتبر العديد من الزرادشتيون فترة القاجاريون واحدة من أسوأ حقبات تاريخهم. والعديد من الزوار الأجانب إلى بلاد فارس في ذلك الوقت قد علقوا على وضعهم المثير للشفقة. وأشار مصدر إلى أن الزرادشتيين عاشوا في خوف دائم من الاضطهاد من قِبل حكام القاجريين وحياتهم كانت في خطر كلما اندلعت روح التعصب، مثل تلك التي حصلت في يزد. ووفقاً لإدوارد براون، كان جدار المنازل الزرادشتية أقل من منازل المسلمين وحظر عليهم وضع علامات على منازلهم بعلامات مميزة. وتم منع الزرادشتيين من إقامة منازل جديدة وإصلاح المنازل القديمة. في عام 1839 تعرّضت الجالية اليهودية في مدينة مشهد للهجوم من قبل الغوغاء ثم أُجبِروا على اعتناق الإسلام.

## نهاية حكم السلالة القاجارية

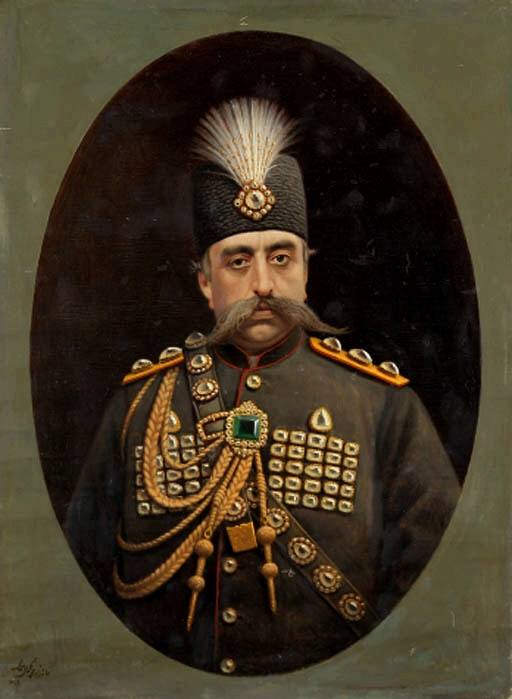
الملك مظفر الدين شاه

تم سنة 1906 م إقرار دستور جديد للبلاد، كان في مجمله يحد من صلاحيات الشاه مظفر الدين (1896-1907 م). في سنة 1908 م قامت ثورة شعبية في طهران بسبب دخول القوات الكازاخية الموالية للشاه إلى مبنى البرلمان. في عهد آخر الشاهات القاجار أحمد ميرزا (1909-1925 م)، والذي كان بدون سلطة فعلية، قام الروس والبريطانيون ومنذ سنة 1918 م بالاستيلاء على العديد من المناطق في البلاد. أصبحت بلاد فارس منذ 1919 تحت الوصاية البريطانية. قامت في نفس الفترة عدة ثورات شعبية في الجنوب، قادها رجال الدين من الشيعة وقامت ثورة في جيلان بشمال إيران يقودها ميرزا كوجك خان. سنة 1925 قام رئيس الوزراء رضا خان بهلوي والذي أصبح نفوذه يتزايد، قام بخلع أحمد ميرزا ثم اتخذ لنفسه لقب الشاه.

## ملوك القاجار
|    |  | الاسم                | بداية الحكم | نهاية الحكم | مدة الحكم      |
| -- |  | -------------------- | ----------- | ----------- | -------------- |
| 1. |  | آغا محمد خان         | 1794        | 1797        | 3 سنوات        |
| 2. |  | فتح علي شاه          | 1797        | 1834        | 34 سنة و8 أشهر |
| 3. |  | محمد شاه             | 1834        | 1848        | 14 سنة         |
| 4. |  | ناصر الدين شاه قاجار | 1848        | 1896        | 48 سنة         |
| 5. |  | مظفر الدين شاه       | 1896        | 1907        | 10 سنوات       |
| 6. |  | محمد علي شاه         | 1907        | 1909        | 3 سنوات        |
| 7. |  | أحمد شاه             | 1909        | 1925        | 14 سنة         |